# Општина Шкофљица
Општина Шкофљица (словен. Škofljica) је једна од општина Средњесловенска регија у држави Словенији. Седиште општине је истоимени градић Шкофљица.

## Природне одлике
Рељеф: Општина Шкофљица налази се у средишњем делу државе и југозападно од Љубљане. Западни део општине спада у најисточнији део Љубљанског барја, док је источни део општине брдски - Грајски грич.
Клима: У општини влада умерено континентална клима.
Воде: Најважнија вода у општини је Љубљанско барје. Водотоци су сви мали и уливају се у барје.

## Становништво
Општина Шкофљица је густо насељена.

## Насеља општине
| - Врх над Желимљами - Глинек - Горење Блато - Градишче - Гумнишче - Доле при Шкофљици | - Дреник - Желимље - Залог при Шкофљици - Клада - Ланишче - Лаврица | - Орле - Пијава Горица - Плеше - Ребер при Шкофљици - Смрјене - Шкофљица |  |